# 監獄人別帳
『監獄人別帳』（かんごくにんべつちょう）は、1970年公開の日本映画。東映京都撮影所製作、東映配給。『殺し屋人別帳』に続く「人別帳シリーズ」第二弾。

## キャスト
- 橘真一：渡瀬恒彦
- 吉岡誠吉：佐藤允
- 珠枝：賀川雪絵
- お銀：清川虹子
- モンマルトルの鉄：伊吹吾郎
- 浅吉：大辻伺郎
- 国造：蓑和田良太
- 秀：尾藤イサオ
- 剛蔵：上田吉二郎
- 辰：大泉滉
- 阿久田：嵐寛寿郎
- 吉蔵：龍崎一郎
- 岩倉：沢彰謙
- 緒方：千葉敏郎
- 関森：阿波地大輔
- お民：沢淑子
- 三番：葵三津子
- 五五九番：片山由美子
- 二三五番：英美枝
- 三八九番：小山陽子
- 四五番：相川圭子
- 二三番：尾花ミキ
- 真一の母：金森あさの
- 懲役八年：畑中伶一
- 典獄A：宍戸大全
- 典獄B：奥野保
- 典獄C：椿竜之介
- 典獄D：世羅豊
- 典獄E：石黒友也
- 美智：田仲美智
- 君子：山岡和代
- 少年・真一：竹内均
- 少年A：河内保人
- 少年B：三沢孝年
- 少年C：篠原一郎
- 少女A：長束州美
- 少女B：飯塚明美
- 少女C：中島敬子
- 少女D：森川圭子
- 先生：波多野博
- 大学：荒木一郎
- 月形潔：内田良平

## スタッフ
- 監督：石井輝男
- 脚本：石井輝男・掛札昌裕
- 企画：岡田茂・天尾完次
- 撮影：古谷伸
- 音楽：鏑木創
- 美術：石原昭
- 主題歌：「ごっかんブルース/俺は忘れもの」歌：渡瀬恒彦[1]
- 編集：堀池幸三
- 録音：中山茂二
- スチル：中山健司
- 照明：中山治雄